# Ricardo Cepeda
Ricardo José Cepeda Olivares (Maracaibo, Zulia; 8 de noviembre de 1952) es un cantante, compositor, furrero y locutor venezolano, conocido como «El Colosal de la Gaita».

## Biografía
Ricardo Cepeda es el hijo mayor de José Cepeda y María Olivares de Cepeda, del barrio de Las Veritas de Maracaibo.
Ricardo Cepeda se inició en la gaita en su hogar y en la Escuela Municipal Panamericana, donde tuvo entre sus maestros a Ricardo Aguirre, luego en su adolescencia estuvo en el conjunto gaitero del liceo Caracciolo Parra Pérez, pasó luego a Armonía Gaitera, Luces del Catatumbo (que se convertirían en Los Tucusones en 1969) donde grabó su primer tema titulado “Amor de Madre” en 1969, hasta que ingresó a Cardenales del Éxito (1970) y más tarde a la Universidad de la Gaita (1980), para luego reingresar en Cardenales del Éxito (1986), donde fue subdirector mientras Astolfo Romero ejercía de director; pero en 1998 decidió formar su propio conjunto Los Colosales de Ricardo Cepeda.
Ha compuesto: A mi hermano, Ceuta y otros temas. Ha recibido diversos premios y reconocimientos a su labor gaitera. En la temporada 1998 fundó el grupo Los Colosales, que dirige, y que presentó su primera producción discográfica, después de su concierto a la Chinita el 14 de agosto de 1998.

## Interpretaciones famosas como solista
- La pegajosa
- Aquí se siente la gaita
- Gaita dorada
- Bambuco
- Aquel zuliano
- Sentir zuliano
- Mi ruego
- Alguien canta
- Mi nostalgia
- Mi vida es cantar
- Sabor añejo
- Celestina aurora
- Maracaibo inmensa
- Paraíso
- Aleluya
- Te acordáis saladillero
- La ranchería
- Ceuta
- Nocturno
- Mi ranchito